# Donny Gorter
Donny Gorter (ur. 15 czerwca 1988 w Sint Willebrord) − holenderski piłkarz grający na pozycji obrońcy. Od 2017 jest zawodnikiem ADO Den Haag.

## Kariera
Jest wychowankiem NAC Breda. Następnie trenował w juniorach PSV Eindhoven. W sezonie 2007/2008 wrócił do macierzystego zespołu NAC Breda. 1 lipca 2012 został piłkarzem AZ Alkmaar. W 2014/2015 był z niego wypożyczony do Aalborga. W sezonie 2015/2016 ponownie grał w NAC, a w sezonie 2016/2017 występował w Viborgu. W 2017 trafił do ADO Den Haag.